# Вазисубани (вино)
Вазисубани (груз. ვაზისუბანი) — грузинское марочное белое сухое вино. Обладает соломенным цветом, во вкусе — тона полевых цветов и меда.
Вырабатывается из винограда сортов Ркацители (85 %) и Мцване (15 %).
Виноградники расположены в особой зоне виноградарства, в долине реки Алазани, на 41,049' северной широты и 45,043' восточной долготы, на участках склонов к северо-востоку от хребта Цив-Гомбори, граничащих на западе и северо-западе с высокими вершинами хребта Цив-Гомбори, а на востоке и северо-востоке — с виноградниками Мукузани. Средняя высота над уровнем моря составляет 550 метров, площадь — около 62 кв.км. В районе виноградарства расположены деревни Вазисубани, Калаури, Шашиани и Вачнадзиани.

## История
Выпуск вина под такой торговой маркой начался в 1978 году, выпускалось на Московском винзаводе МПП и в Грузии на заводах «Самтреста». В СССР имело «Знак качества» Вино как нельзя лучше соответствовало ожиданиям современного потребителя, так как к тому времени сменились предпочтения — ранее популярностью пользовались вина с тонами окисленными, гудронными. Позднее на первый план вышли белые вина ароматные, свежие, с плодовыми тонами во вкусе, без тонов окисленности, с долгим послевкусием.

## Характеристика и гастрономическое сопровождение
«Вазисубани» — свежее, лёгкое вино, имеющее зеленовато-золотистую окраску. В аромате чувствуются тона полевых цветов и летнего меда. Маслянистое с долгим послевкусием. «Вазисубани» сочетается с блюдами регионов, в которых оно производится: Кахетии (хашлама, блюда с острыми подливами и зеленью), Картли, Имерети (хачапури). 